# 侯良辅
侯良辅（1915年11月6日—2002年2月5日），山西繁峙县人。1936年12月入伍，1937年3月加入中国共产党。在部队时历任指导员，教导员，分区组织部长，团政委，旅政治部主任，师政委兼大理地委书记，军政治部主任兼滇西工委副书记。之后担任云南省工业厅厅长，云南省机械工业厅厅长，云南省经贸委副主任，云南省商业厅厅长，云南省工交党委书记、云南省政治部主任，云南省总工会党委书记、主席，人大法制委员会主席。